# Tindaria compressa
Tindaria compressa är en musselart. Tindaria compressa ingår i släktet Tindaria och familjen tandmusslor. Inga underarter finns listade i Catalogue of Life.